# In barca a vela contromano
In barca a vela contromano es una película italiana del año 1997 dirigida por Stefano Reali, e interpretada por los siguientes actores:
- Antonella Alessandro
- Davide Bechini
- Enrico Brignano
- Antonio Catania: Luigi "Gigi" Bonsanti
- Ugo Conti
- Pierfrancesco Favino: Castrovillari
- Manrico Gammarota
- Valerio Mastandrea: Massimo Migliarini
- Maurizio Mattioli
- Alessia Reali
- Gesualdo Reali
- Monica Reali
- Emanuela Rossi : Wanda
- Raffaele Vannoli
- Fabio Vannozzi